# デボラ (小惑星)
デボラ (541 Deborah) は、小惑星帯の小惑星である。
マックス・ヴォルフによってハイデルベルクで発見され、旧約聖書に登場する女預言者のデボラにちなんで命名された。